# Edmund Leopold de Rothschild
Edmund Leopold de Rothschild (ur. 2 stycznia 1916 w Londynie, zm. 17 stycznia 2009) – angielski finansista żydowskiego pochodzenia, członek słynnej bankierskiej rodziny Rothschildów działającej na terenach Anglii, brytyjski major i szlachcic.
Był drugim dzieckiem i najstarszym synem Lionela Nathana Rotschilda (1882–1942) oraz Marie Louise Eugénie de Rothschild née Beer (1892–1975).
Studiował w Trinity College na Uniwersytecie Cambridge, po ukończeniu którego podróżował po świecie. Po powrocie do kraju podjął pracę w N M Rothschild & Sons – prywatnym Banku Inwestycyjnym rodziny Rothschildów.
W trakcie II wojny światowej służył w armii brytyjskiej. Początkowo brał udział w walkach we Francji jako oficer artylerii, później w stopniu majora dołączył do nowo sformowanej Brygady Żydowskiej.
W maju 1946 został zdemobilizowany i powrócił do pracy w rodzinnym banku. Po śmierci ojca w 1942 został współwłaścicielem firmy. Prowadzony przez wujka Anthony'ego Gustava Rothschilda odegrał kluczową rolę w sukcesie, który odniósł bank i ostatecznie został jego prezesem, pełniąc swą funkcję w latach 1970-1975. Walnie przyczynił się również do sukcesu interesów rodziny w powojennej Japonii. Jako główny członek syndykatu Rothschildów był współtwórcą British Newfoundland Development Corporation, konsorcjum firm, zajmującym się poszukiwaniem i wydobyciem surowców na terenie Kanady, oraz zakładaniem elektrowni wodnych. Przy projekcie BRINCO współpracował m.in. z Winstonem Churchillem oraz Josephem Smallwoodem – premierem Nowej Fundlandii i Labradoru.
Podobnie jak wielu członków rodziny Rothschilds był kolekcjonerem sztuki.
22 czerwca 1948 roku Rothschild poślubił Elizabeth Edith Lentner (1923–1980), z którą miał czwórkę dzieci:
1. Katherine Juliette (ur. 1949), żona Marcusa Agiusa prezesa Barclays Bank, oraz dyrektora BBC
2. Nicholas David (ur. 1951)
3. David Lionel (ur. 1955) (bliźniaczka)
4. Charlotte Henriette (ur. 1955) (bliźniaczka)

## Teorie spiskowe
Nazwisko Edmunda Rothschilda pojawia się przy okazji kontrowersji związanych z globalnym ociepleniem. Podczas czwartego World Wilderness Congress w 1987 Rothschild miał rzekomo wygłosić mowę na temat szkodliwości CO2 dla przyrody, którego nadmierną emisję uznano za główną przyczynę globalnego ocieplenia. Aby temu zapobiec, powołał on World Conservation Bank, którego nazwę w 1991 zmieniono na Global Environment Facility. Zwolennicy tej teorii twierdzą, że dług zaciągnięty przez państwa trzeciego świata w przypadku ich niewypłacalności miał być zamieniany na gwarancję w postaci określonej części terytorium danego państwa, która z kolei miała przechodzić na własność banku Rothschilda.
Nazwisko Edmunda Leopolda de Rothschilda pojawia się również w zestawieniu z innymi zwolennikami NWO takimi jak Maurice Strong czy David Rockefeller.